# (2189) Zaragoza
(2189) Zaragoza est un astéroïde de la ceinture principale.

## Description
(2189) Zaragoza est un astéroïde de la ceinture principale. Il fut découvert le 30 août 1975 à El Leoncito par l'observatoire Félix-Aguilar. Il présente une orbite caractérisée par un demi-grand axe de 2,40 UA, une excentricité de 0,23 et une inclinaison de 13,9° par rapport à l'écliptique.

## Compléments